# Lachnicki (herb szlachecki)
Lachnicki (Miesiąc i Strzała) – polski herb szlachecki, odmiana herbu Sas.

## Opis herbu
W polu czerwonym, nad półksiężycem złotym strzała srebrna na opak. Klejnot: trzy pióra strusie.

## Herbowni
Lachnicki, Łachnicki